# Defiant (Star Trek: Deep Space Nine)
Defiant (Originaltitel: Defiant) ist die neunte Folge der dritten Staffel der US-amerikanischen Science-Fiction-Fernsehserie Star Trek: Deep Space Nine. Sie wurde in den Vereinigten Staaten über Syndication vermarktet und erstmals am 21. November 1994 auf verschiedenen Fernsehsendern ausgestrahlt. In Deutschland war sie zum ersten Mal am 24. Februar 1996 in einer synchronisierten Fassung auf Sat.1 zu sehen.

## Handlung
Im Jahr 2371 bei Sternzeit 48467.3 erhält die Raumstation Deep Space Nine unerwartet Besuch von Will Riker, dem ersten Offizier der Enterprise. Er gibt an, einen längeren Urlaub anzutreten und die Station nur kurz auf der Durchreise zu besuchen. Für die gestresste erste Offizierin Kira Nerys ist die Begegnung mit Riker eine willkommene Abwechslung. Sie findet ihn sympathisch und bietet ihm einen Rundgang über die Station an. Er nimmt gern an und zeigt ein besonderes Interesse an der USS Defiant, dem neuen Schiff, das Deep Space Nine kürzlich zugeteilt wurde. Kira führt ihn auf die Defiant und auf der Brücke treffen sie auf Chefingenieur Miles O’Brien. Der war früher Transporterchief auf der Enterprise und freut sich, Riker wiederzusehen. Riker fährt ihn jedoch harsch an und O’Brien verlässt völlig verwundert das Schiff. Der überraschten Kira erklärt Riker, es gäbe da eine Geschichte zwischen ihm und O’Brien, über die er aber nicht reden möchte. Kira erklärt ihm die neuartigen Computersysteme der Defiant. Als sie die taktische Konsole freigibt, zieht Riker plötzlich einen Phaser und betäubt Kira damit.
Zwei Komplizen von ihm beamen an Bord und Riker kontaktiert die Ops von Deep Space Nine. Er behauptet, es habe einen Unfall gegeben. Ein Warpkernbruch steht kurz bevor, daher sollen die Andockklammern gelöst werden, damit er die Defiant von der Station wegfliegen kann. Dies wird sofort umgesetzt, doch plötzlich werden die Schutzschilde der Defiant aktiviert. Sie beschleunigt auf Warpgeschwindigkeit und verschwindet.
Sicherheitschef Odo findet heraus, dass der Besucher gar nicht Will Riker war, sondern dessen Doppelgänger Thomas Riker, der vor zehn Jahren bei einem Transporterunfall entstand und vor zwei Jahren von der Enterprise wiederentdeckt wurde. Er diente danach kurzzeitig auf der USS Gandhi, kehrte dann aber der Sternenflotte den Rücken und schloss sich der Widerstandsorganisation Maquis an, die in der Demilitarisierten Zone gegen die Cardassianer kämpft. Commander Benjamin Sisko lädt den cardassianischen Offizier Gul Dukat nach Deep Space Nine ein und informiert ihn über alles. Er möchte eine gemeinsame Suchaktion starten, um einen drohenden Krieg zu verhindern. Falls nötig, soll die Defiant zerstört werden. Sisko und Dukat brechen umgehend nach Cardassia Prime auf, um dort die Suche zu koordinieren. Dort stößt Korinas zu ihnen, eine Mitarbeiterin des cardassianischen Geheimdienstes Obsidianischer Orden. Sie verlangt von Sisko umfassende Angaben zu den Waffen und Verteidigungssysemen der Defiant. Sisko verrät ihr lediglich, dass das Schiff über eine Tarnvorrichtung verfügt, was dem Obsidianischen Orden aber bereits bekannt ist. Sisko gibt schließlich preis, wie die Defiant trotz Tarnung aufgespürt werden kann.
Nachdem weitere Maquis-Mitglieder an Bord gekommen sind, fliegt die Defiant getarnt in cardassianisches Territorium. Sie greift verschiedene Ziele an, bis durch einen Sabotageakt von Kira die Tarnvorrichtung versagt. Das Schiff kann aber in einen Nebel gesteuert werden, wo Reparaturen durchgeführt werden. Riker verrät Kira das eigentliche Ziel seiner Mission: Er will Berichten nachgehen, denen zufolge die Cardassianer eine geheime Invasionsflotte im Orias-System aufbauen.
Auch Sisko kommt darauf, dass Riker ins Orias-System fliegen will, denn all seine Angriffe haben darauf abgezielt, die cardassianischen Kriegsschiffe möglichst weit von diesem System wegzulocken. Dukat will seine Schiffe umgehend dorthin schicken, doch Korinas verbietet es, denn das Orias-System steht unter dem Schutz des Obsidianischen Ordens. Sie droht, dass jedes Schiff zerstört wird, das ins Orias-System eindringt. Ein cardassianisches Kriegsschiff, die Kraxon spürt die Defiant auf und verfolgt sie. Als sich die beiden Schiffe dem Orias-System nähern, tauchen plötzlich drei Raumschiffe der neuartigen Keldon-Klasse auf. Dukat ist völlig überrascht, denn diese Schiffe sind ihm unbekannt. Würden sie zum Militär gehören, würde er sie kennen. Sie müssen also dem Obsidianischen Orden gehören, doch der darf eigentlich gar keine Kriegsschiffe besitzen.
Sisko bietet Dukat einen Deal an: Die Kraxon soll der Defiant die Möglichkeit geben, sich zu ergeben. Das Schiff und seine Besatzung sollen der Sternenflotte übergeben werden. Riker soll als Leiter dieser terroristischen Aktion an die Cardassianer ausgeliefert werden, unter der Bedingung, dass ihn nicht die Todesstrafe erwartet. Weiterhin soll das cardassianische Militär sämtliche Sensorenaufzeichnungen der Defiant erhalten, um die seltsamen Vorkommnisse im Orias-System aufklären zu können. Dukat ist einverstanden.
Riker nimmt zunächst den Kampf mit den Schiffen der Keldon-Klasse auf, doch sie bekommen Verstärkung aus dem Orias-System. Zugleich schließen die Kraxon und weitere Schiffe des Militärs zur Defiant auf. Riker muss erkennen, dass er keine Chance hat. Als Sisko ihn kontaktiert, nimmt Riker seinen Deal an, um seine Kameraden zu retten. Er steuert die Defiant in den Schutz der Kraxon und die Schiffe der Keldon-Klasse drehen ab. Wie abgemacht ergibt er sich den Cardassianern, die ihn zu einer lebenslangen Strafe in einem Arbeitslager verurteilen.

## Verbindungen zu anderen Star-Trek-Produktionen
Defiant setzt die Geschichte um Will Rikers Transporterklon Thomas Riker fort, der erstmals in Folge 6.24 (Riker : 2 = ?) von Raumschiff Enterprise – Das nächste Jahrhundert aus dem Jahr 1993 auftrat.
Einige Elemente aus dieser Folge wurden in späteren Star-Trek-Produktionen wieder aufgegriffen:
- Was es mit den Raumschiffen im Orias-System auf sich hat, wird in der Doppelfolge 3.20/21 (Der geheimnisvolle Garak) von Star-Trek: Deep Space Nine aus dem Jahr 1995 aufgelöst.
- In dieser Folge kommen erstmals Quantentorpedos anstellte von Photonentorpedos zum Einsatz.
- Thomas Riker bezeichnet die Defiant in dieser Folge als „tough little ship“. Will Riker bezeichnet sie im Spielfilm Star Trek: Der erste Kontakt von 1996 exakt genauso. In der deutschen Synchronfassung wurden die Worte leicht unterschiedlich übersetzt: In Defiant mit „zähes kleines Schiff“ und in Star Trek: Der erste Kontakt mit „tapferes kleines Schiff“.

## Produktion

### Drehbuch
Die Idee, eine Folge zu produzieren, in der Thomas Riker zum Maquis übergelaufen ist, kam bereits Anfang 1994 auf.
Die Folge und insbesondere Siskos Rolle basieren auf dem Thriller Angriffsziel Moskau von 1964, in dem der US-Präsident (gespielt von Henry Fonda) gezwungen ist, der Sowjetunion dabei zu helfen, eine amerikanische Bomberstaffel abzuschießen, die durch einen technischen Fehler den Befehl erhält, einen Atomschlag auf Moskau durchzuführen.

### Darsteller
Die Hauptfigur Jake Sisko (Cirroc Lofton) hat in dieser Folge keinen Auftritt.
Tricia O’Neil. Darstellerin von Korinas, hatte zuvor bereits Captain Rachel Garrett in Folge 3.15 (Die alte Enterprise) und Kurak in Folge 6.22 (Verdächtigungen)  von Raumschiff Enterprise – Das nächste Jahrhundert gespielt.
Shannon Cochran hatte Kalita zuvor bereits in Folge 7.24 (Die Rückkehr von Ro Laren) von Raumschiff Enterprise – Das nächste Jahrhundert gespielt. Sie spielte außerdem Sirella in Folge 6.07 (Klingonische Tradition) von Star Trek: Deep Space Nine und Senatorin Tal’Aura im Spielfilm Star Trek: Nemesis.
Michael Canavan, Darsteller von Tamal, spielte auch Curneth in Folge 4.22 (Unvergessen) von Star Trek: Raumschiff Voyager und einen vulkanischen Ratgeber in Folge 2.24 (Erstflug) von Star Trek: Enterprise.
Cochran und Canavan lernten sich bei den Dreharbeiten zu Defiant kennen. Seit 2003 sind die beiden verheiratet.
Jonathan Frakes hatte in der Serie Raumschiff Enterprise – Das nächste Jahrhundert die Hauptfigur Will Riker und in der Folge Riker : 2 = ? dessen Transporterklon Thomas Riker gespielt. Frakes hat hier seinen einzigen Gastauftritt in der Serie Star Trek: Deep Space Nine. Als Will Riker war er außerdem in vier Star-Trek-Spielfilmen sowie in den Serien Star Trek: Raumschiff Voyager, Star Trek: Enterprise, Star Trek: Picard und Star Trek: Lower Decks zu sehen.

### Modelle
Für die cardassianischen Raumschiffe der Keldon-Klasse wurde auf das Modell der Galor-Klasse zurückgegriffen, das von Tony Meininger etwas modifiziert wurde.

## Rezeption
Keith DeCandido bewertete Defiant 2013 auf tor.com als eine sehr gute Folge von Star Trek: Deep Space Nine. Er empfand sie als einen spannenden kleinen Thriller und eine gute Fortsetzung von Riker : 2 = ?. DeCandido mochte die Einblicke in die cardassianische Politik, insbesondere das gegenseitige Misstrauen von Geheimdienst und Militär. Auch gefiel ihm die Darstellung von Sisko und Dukat. Die Unterhaltung der beiden über ihre Söhne empfand DeCandido als eine der besten Szenen der gesamten Serie. Weiterhin lobte er die Darstellung Nana Visitors als Kira, die Riker klarzumachen versucht, dass er nicht wie ein Terrorist handelt, sondern wie jemand, der ein Held sein will.
Sven Harvey zählte Defiant 2020 auf der Website Den of Geek zu den 25 besten Geschichten der Serie Star Trek: Deep Space Nine.